# Hubrecht (voornaam)

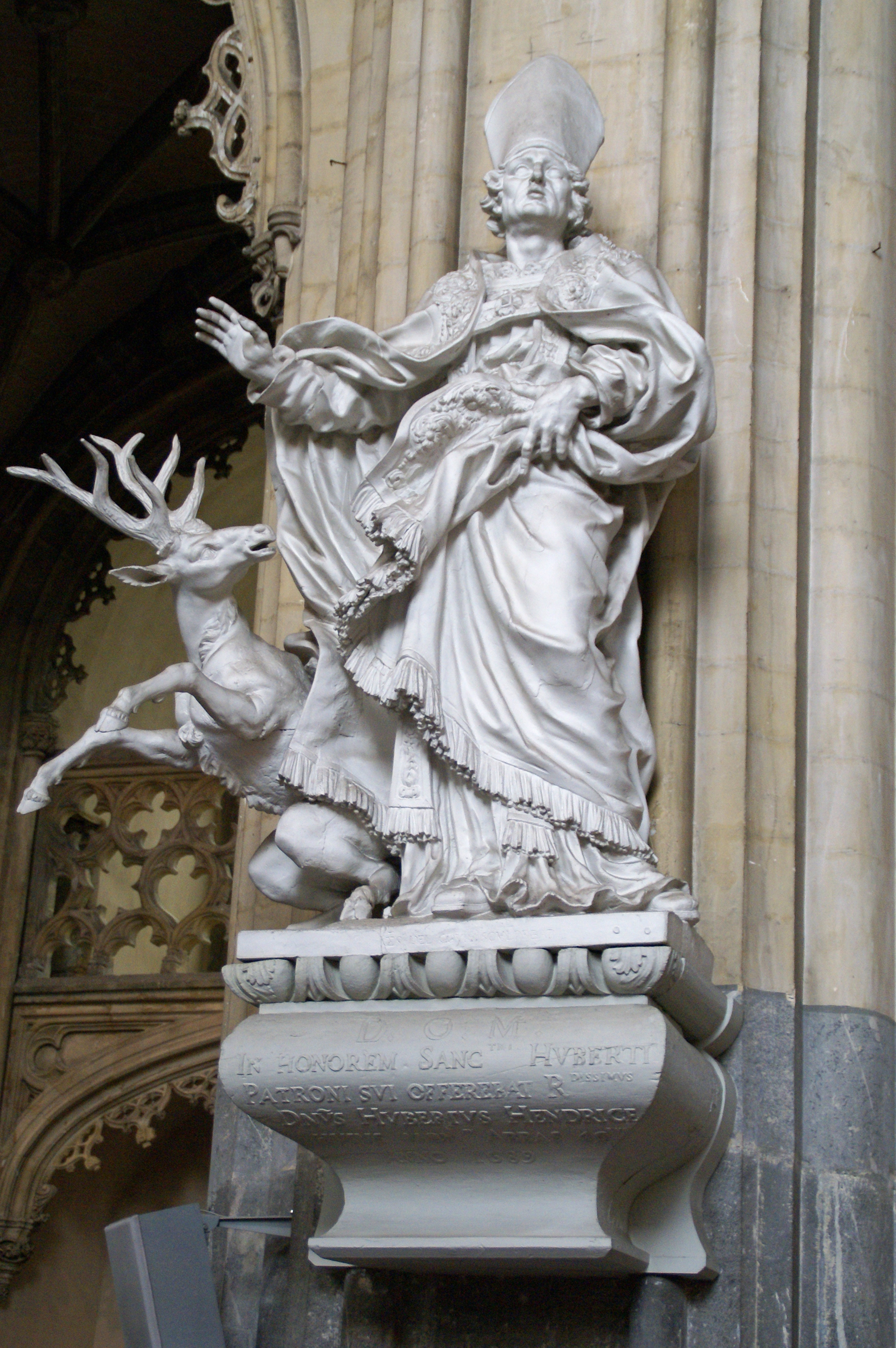
Hubertus van Luik

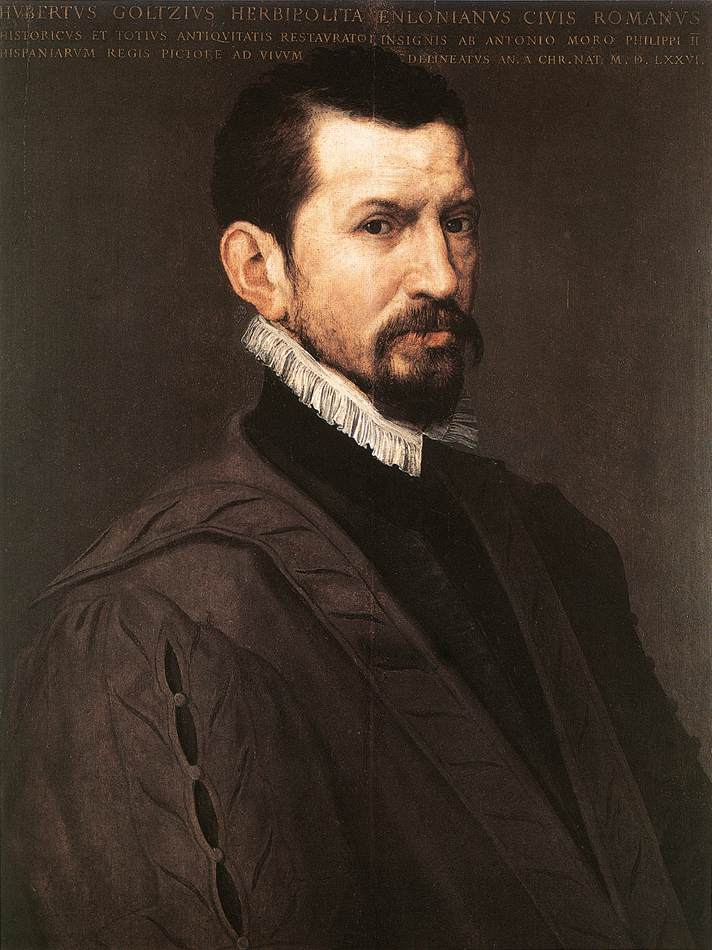
Hubertus Goltzius

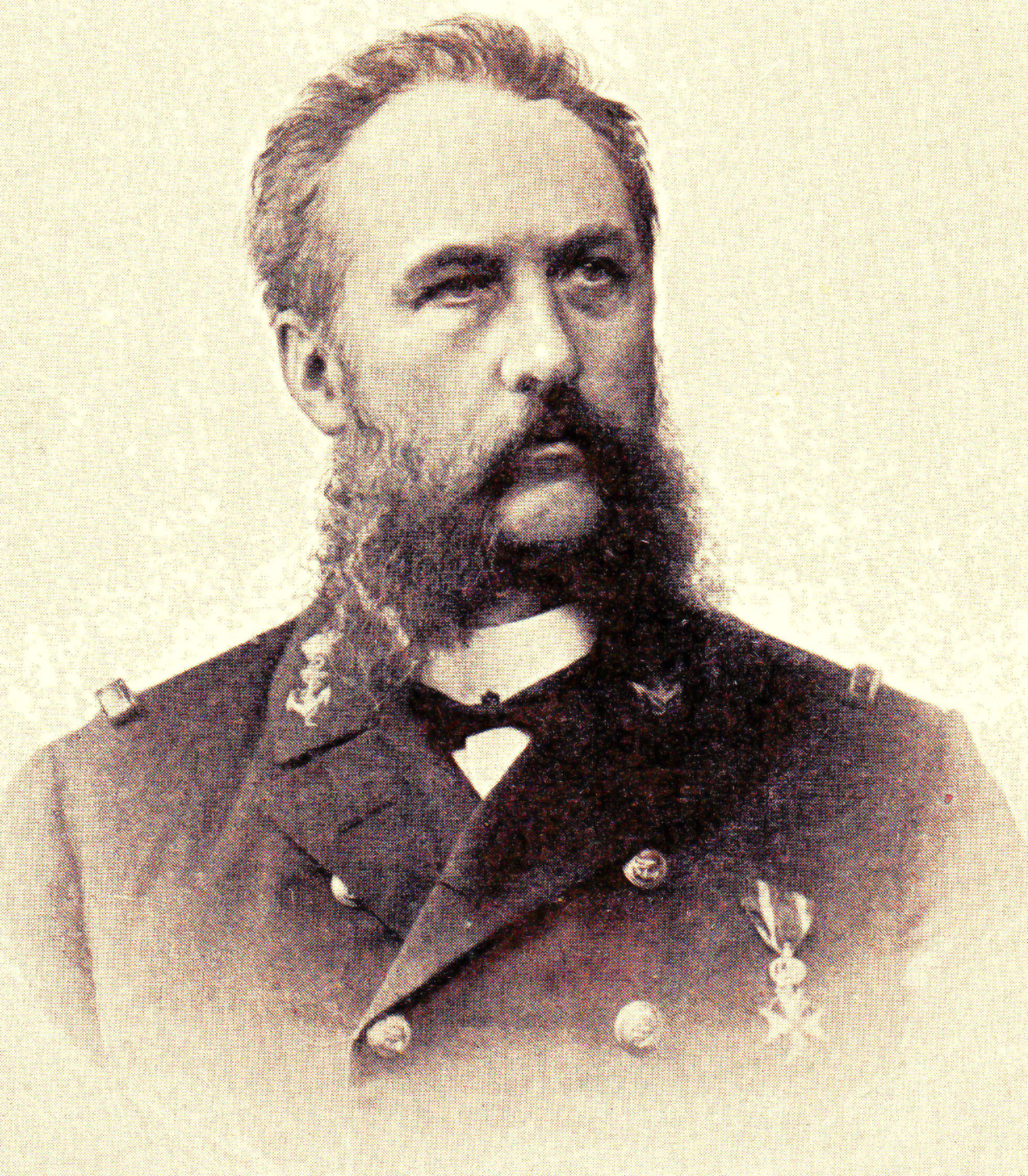
Huibert Quispel

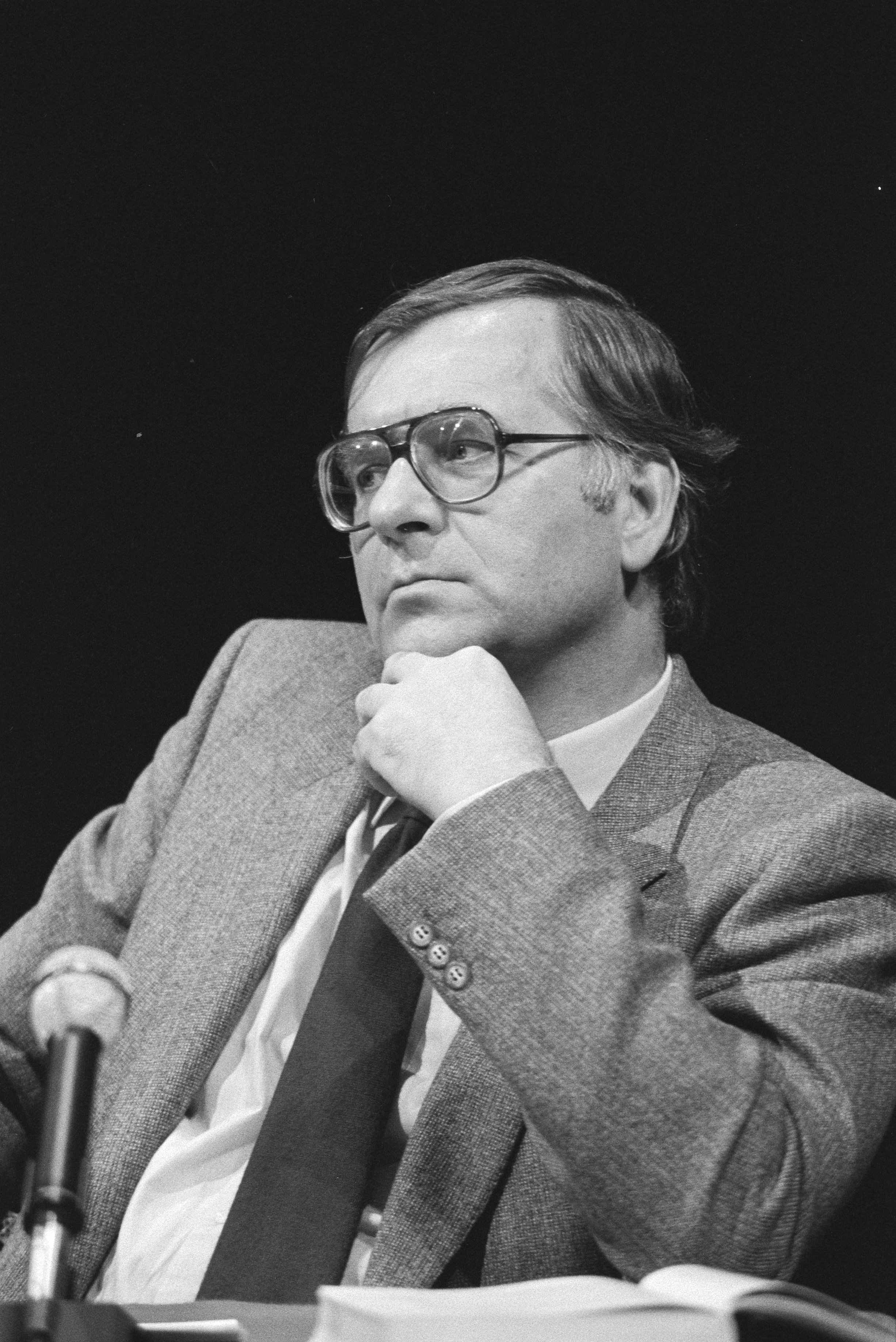
Huub Oosterhuis

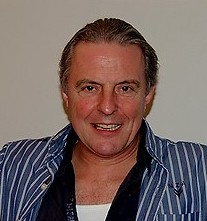
Huub Stapel

Hubrecht is een jongensnaam van Germaanse oorsprong. De naam betekent ongeveer "stralende geest" en gaat terug op twee stammen, namelijk hug-, wat "(denkende) geest, verstand"  betekent, en -bert, wat "glanzend, stralend, schitterend" betekent.

## Varianten
Onder andere de volgende namen zijn varianten of afgeleiden van Hubrecht:
- Hub, Hubert, Hubertines, Hubertinus, Hubertus, Huib, Huiber, Huibert, Huibertus, Huibrecht, Huibregt, Huybert

De naam komt ook in andere talen voor:
- Duits: Hubert, Hubertus, Huppert, Huprecht
- Engels: Hubert
- Frans: Hubert
- Italiaans: Uberto
- Spaans: Uberto

Vrouwelijke vormen zijn onder meer Berta, Bertha, Bertje, Hubelina, Huberdina, Huberina, Huberta, Hubertha, Huberthe, Hubrechtgen, Hubrina, Huiberdina, Huiberta, Huibertina, Huibertina, Huibertje, Huibje, Huibrechtdina, Huibrina, Tina, Tini.

## Heilige
- Hubertus van Luik, bisschop van Maastricht en Luik

## Koninklijke hoogheden en adel
- Hubert Salvator van Oostenrijk, aartshertog van Oostenrijk, prins van Toscane
- Hubertus van Pruisen, Pruisische prins
- Hubertus van Saksen-Coburg en Gotha, prins uit het Huis Saksen-Coburg en Gotha

## Bekende naamdragers

### Hub
- Hub Bisschops, Nederlands voetballer
- Hub Bogman, Nederlands politicus
- Hub Meijers, Nederlands politicus
- Hub Pulles, Nederlands politicus
- Hub van Doorne, Nederlands ondernemer

### Hubert
- Zie Hubert (voornaam).

### Hubertus
- Hubertus G. Hubbeling, Nederlands godsdienstfilosoof
- Hubertus Goltzius, Nederlands humanist en drukker
- Hubertus Salomon Hordijk, Nederlands militair
- Hubertus van Mook, Nederlands koloniaal bestuurder en minister

### Huib
- Huib Broos, Nederlands acteur
- Huib Hoste, Belgisch architect, ontwerper en stedenbouwkundige
- Huib Rooymans, Nederlands acteur

### Huibert
- Huibert Jacobus Budding, Nederlands predikant
- Huibert Quispel, Nederlands militair

### Huub
- Huub Beurskens, Nederlands dichter, schrijver en schilder
- Huub Broers, Vlaams politicus
- Huub Ernst, Nederlands bisschop
- Huub Flohr, Nederlands priester
- Huub Franssen, Nederlands politicus
- Huub Lauwers, Nederlands verzetsstrijder
- Huub van der Lubbe, Nederlands acteur, dichter en zanger
- Huub Maas, Nederlands atleet
- Huub Oosterhuis, Nederlands dichter en theoloog
- Huub Smit, Nederlands acteur
- Huub Stapel, Nederlands acteur
- Huub Stevens, Nederlands voetballer en voetbalcoach